# Taissa Farmiga
Taissa Farmiga (Clifton, 17 agosto 1994) è un'attrice statunitense.

## Biografia
Nasce a Clifton, una città del New Jersey, negli Stati Uniti, dagli immigrati ucraini Mykhailo e Ljuba Farmiga, un analista informatico ed una insegnante, ed è la più giovane di sette fratelli tra cui l'attrice Vera Farmiga. Nonostante i 21 anni di differenza tra le due sorelle, entrambe hanno dichiarato di essere legate da un profondo rapporto di amicizia.
Non interessata inizialmente a diventare attrice, viene invece persuasa dalla sorella maggiore a partecipare al suo debutto come regista in Higher Ground, nei panni della giovane Corinne Walker, protagonista del film e interpretata da Vera in età adulta. Il film viene acclamato al Sundance Film Festival e così decide di dedicarsi alla carriera di attrice.
Nel 2011 entra nel cast della serie televisiva ideata da Ryan Murphy e Brad Falchuk American Horror Story, nel ruolo dell'adolescente problematica Violet Harmon. Nel 2012 entra nel cast the film Bling Ring, scritto e diretto da Sofia Coppola, e distribuito in Italia dal 26 settembre 2013. Ottiene un ruolo nel film Jamesy Boy diretto da Trevor White, uscito nel 2014 in Nord America. Appare inoltre nella commedia romantica Innamorarsi a Middleton diretta da Adam Rodgers, in cui recita al fianco della sorella Vera, di cui interpreta la figlia adolescente, e di Andy García. È tra i protagonisti del thriller psicologico Mindscape, diretto dal regista spagnolo Jorge Dorado, assieme agli attori Mark Strong e Brian Cox.
Nel 2013 torna a far parte del cast principale della serie televisiva American Horror Story per la terza stagione intitolata Coven, nel ruolo della giovane strega Zoe Benson. Nel 2015 entra del cast della commedia dell'orrore The Final Girls e nel film romantico 6 anni. Nel 2016 partecipa come guest sta al nono episodio della sesta stagione della serie American Horror Story: Roanoke. Nel 2018 interpreta suor Irene nello spin-off The Nun - La vocazione del male (tratto dal film horror The Conjuring - Il caso Enfield, secondo film della saga in cui la sorella Vera interpreta Lorraine Warren). Sempre nello stesso anno prende parte all'ottava stagione di American Horror Story, intitolata Apocalypse, dove ritorna ad interpretare sia Zoe Benson che Violet Harmon, essendo la stagione un crossover tra la prima e la terza. Dal 2022 veste i panni di Gladys Russell nella serie di HBO The Gilded Age. Nel 2023 torna nel ruolo di Irene in The Nun II.

## Filmografia

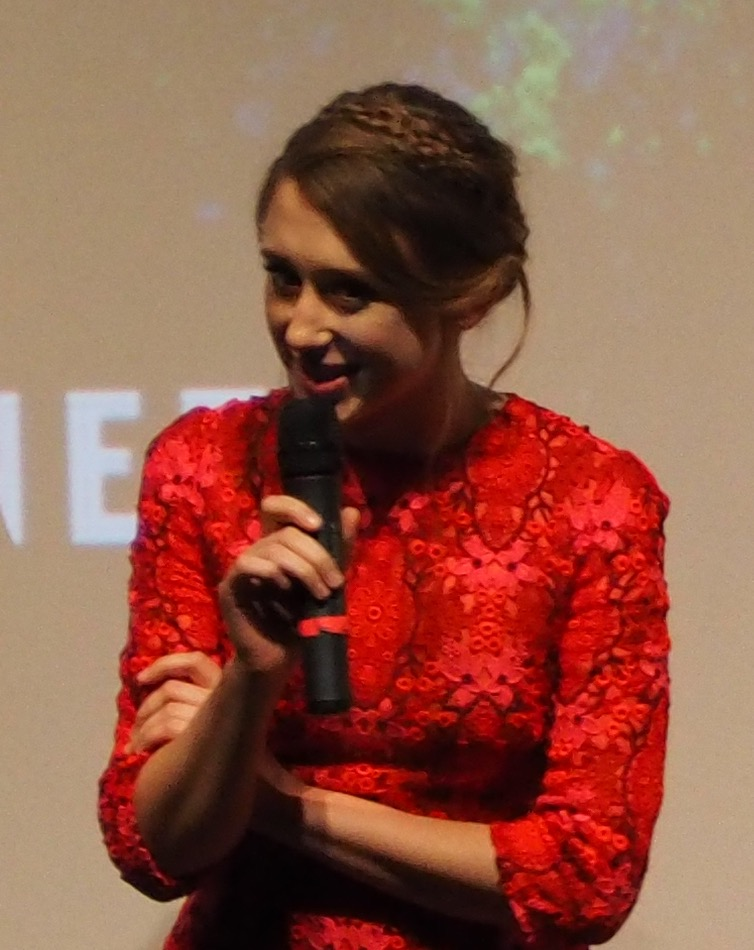
Taissa Farmiga al Toronto International Film Festival 2015

### Attrice

#### Cinema
- Higher Ground, regia di Vera Farmiga (2011)
- Bling Ring (The Bling Ring), regia di Sofia Coppola (2013)
- Innamorarsi a Middleton (At Middleton), regia di Adam Rodgers (2013)
- Mindscape, regia di Jorge Dorado (2013)
- Jamesy Boy, regia di Trevor White (2014)
- The Final Girls, regia di Todd Strauss-Schulson (2015)
- 6 anni (6 Years), regia di Hannah Fidell (2015)
- Share, regia di Pippa Bianco (2015)
- Nella valle della violenza (In a Valley of Violence), regia di Ti West (2016)
- L'eccezione alla regola (Rules Don't Apply), regia di Warren Beatty (2016)
- What They Had, regia di Elizabeth Chomko (2018)
- The Long Dumb Road, regia di Hannah Fidell (2018)
- The Nun - La vocazione del male (The Nun), regia di Corin Hardy (2018)
- Mistero al castello Blackwood (We Have Always Lived in the Castle), regia di Stacie Passon (2018)
- Il corriere - The Mule (The Mule), regia di Clint Eastwood (2018)
- John and the Hole, regia di Pascual Sisto (2021)
- The Nun II, regia di Michael Chaves (2023)

#### Televisione
- American Horror Story – serie TV, 32 episodi (2011-2018)
- Wicked City – serie TV, 8 episodi (2015)
- The Gilded Age – serie TV (2022-in corso)

### Doppiatrice
- Justice League vs Teen Titans, regia di Sam Liu (2016)
- Teen Titans: The Judas Contract, regia di Sam Liu (2017)

## Doppiatrici italiane
Nelle versioni in italiano delle opere in cui ha recitato, Taissa Farmiga è stata doppiata da:
- Virginia Brunetti in American Horror Story, Bling Ring, 6 anni
- Rossa Caputo in Innamorarsi a Middleton, Nella valle della violenza, What They Had
- Sara Labidi in Mistero al castello Blackwood, The Gilded Age
- Valentina Favazza in The Nun - La vocazione del male, The Nun II
- Giulia Franceschetti in The Final Girls
- Emanuela Ionica ne L'eccezione alla regola
- Roisin Nicosia ne Il corriere - The Mule
- Valentina Perrella in John and the Hole